# Firefox OS
Firefox OS (dawniej Boot to Gecko, B2G) – system operacyjny o otwartym kodzie źródłowym oparty na jądrze Linuksa, rozwijany przez Mozilla Foundation, którego celem jest wykorzystanie aplikacji napisanych przy użyciu otwartych technologii takich jak JavaScript czy HTML 5, w przeciwieństwie do platform z natywnym API.
Z zasady dostępne dla użytkownika oprogramowanie działa w telefonie jak aplikacja internetowa, która wykorzystuje HTML5 i API urządzenia, aby uzyskać dostęp do sprzętu za pomocą JavaScriptu.
System początkowo przeznaczony był dla smartfonów, ale dzięki współpracy Mozilli i Panasonica został preinstalowany na telewizorach Smart TV tego producenta.
Firefox OS jest systemem już nierozwijanym. Jego następca to KaiOS.

## Pierwsze dystrybucje
2 lipca 2013 roku Telefónica udostępniła w Hiszpanii pierwszy w historii telefon z systemem Firefox OS dla użytkownika końcowego – ZTE Open. 15 lipca 2013 roku T-Mobile udostępnił w Polsce telefon z Firefox OS – Alcatel One Touch Fire.

## Historia wersji
| Wersja | Data wydania        | Nazwa kodowa | Wersja silnika Gecko | Zawarte poprawki bezpieczeństwa silnika Gecko |
| ------ | ------------------- | ------------ | -------------------- | --------------------------------------------- |
| 1.0    | 21 lutego 2013      | TEF          | Gecko 18             | Gecko 18                                      |
| 1.0.1  | 6 września 2013     | Shira        | Gecko 18             | Gecko 20                                      |
| 1.1    | 9 października 2013 | Leo          | Gecko 18+ (nowe API) | Gecko 23                                      |
| 1.2    | 9 grudnia 2013      | Koi          | Gecko 26             | Gecko 32                                      |
| 1.3    | 17 marca 2014       | —            | Gecko 28             | Gecko 34                                      |
| 1.4    | 9 czerwca 2014      | —            | Gecko 30             | Gecko 38+                                     |
| 2.0    | 1 września 2014     | —            | Gecko 32             | Gecko 39+                                     |
| 2.1    | 21 listopada 2014   | —            | Gecko 34             | Gecko 39+                                     |
| 2.2    | 8 czerwca 2015      | —            | Gecko 37             | ?                                             |
| 2.5    | 2 listopada 2015    | —            | Gecko 44             | ?                                             |